# Kangley (Washington)
Kangley az Amerikai Egyesült Államok északnyugati részén, Washington állam King megyéjében elhelyezkedő önkormányzat nélküli település.
Az 1880-as években alapított település névadója John Kangley, a Northern Pacific Coal Co. alelnöke. Az 1890 és 1898 között működő postahivatal vezetője John Peterson Jr. volt.

## Fordítás
- Ez a szócikk részben vagy egészben  a   Kangley, Washington című angol Wikipédia-szócikk ezen változatának fordításán alapul.  Az eredeti cikk szerkesztőit annak laptörténete sorolja fel. Ez a jelzés csupán a megfogalmazás eredetét és a szerzői jogokat jelzi, nem szolgál a cikkben szereplő információk forrásmegjelöléseként.